# Mathias von Heydenfeldt
Mathias von Haydenfeldt - bawarski dyplomata żyjący na przełomie XVII i XVIII wieku.
Mathias von Haydenfeldt był bawarskim agentem w Berlinie w latach 1706–1707. W latach 1713–1717 bawarski envoyé (poseł) do Hagi.